# 2023-as DTM-szezon
A 2023-as Deutsche Tourenwagen Masters-szezon a bajnokság huszonnegyedik szezonja volt a sorozat 2000-es visszatérése óta és a harmadik a GT3-as érában. A szezon május 27-én vette kezdetét az Oscherslebenben található Motorsport Arena Oschersleben pályán, és október 22-én fejeződött be a Hockenheimringen. Ettől a szezontól kezdve már nem az ITR a bajnokság márkajogainak a tulajdonosa, valamint a promótere, hanem az ADAC.
Az előző szezon egyéni címvédője Sheldon van der Linde, a bajnok csapat pedig a Schubert Motorsport. Az osztrák Thomas Preining nyerte meg a bajnokságot, a konstruktőri címet a Manthey EMA csapata, míg a gyártók bajnokságát a Porsche.

## Csapatok és versenyzők
| Gyártó       | Autó                          | Motor                            | Csapat                                                                      | Rajtszám | Versenyző             | Kategória | Forduló | Forrás(ok)           |
| ------------ | ----------------------------- | -------------------------------- | --------------------------------------------------------------------------- | -------- | --------------------- | --------- | ------- | -------------------- |
| Audi         | Audi R8 LMS Evo II            | Audi DAR 5.2 L V10               | Abt Sportsline                                                              | 3        | Kelvin van der Linde  |           | Összes  | [ 4 ]                |
| Audi         | Audi R8 LMS Evo II            | Audi DAR 5.2 L V10               | Abt Sportsline                                                              | 7        | Ricardo Feller        |           | Összes  | [ 4 ]                |
| Audi         | Audi R8 LMS Evo II            | Audi DAR 5.2 L V10               | Liqui Moly Team Engstler                                                    | 8        | Luca Engstler         |           | Összes  | [ 5 ]                |
| Audi         | Audi R8 LMS Evo II            | Audi DAR 5.2 L V10               | Tresor Attempto Racing                                                      | 40       | Mattia Drudi          |           | Összes  | [ 6 ]                |
| Audi         | Audi R8 LMS Evo II            | Audi DAR 5.2 L V10               | Tresor Attempto Racing                                                      | 83       | Patric Niederhauser   |           | Összes  | [ 6 ]                |
| BMW          | BMW M4 GT3                    | BMW S58B30T0 3.0 L Twin Turbo I6 | Schubert Motorsport                                                         | 1        | Sheldon van der Linde |           | Összes  | [ 7 ]                |
| BMW          | BMW M4 GT3                    | BMW S58B30T0 3.0 L Twin Turbo I6 | Schubert Motorsport                                                         | 33       | René Rast             |           | 1, 3–8  | [ 7 ]                |
| BMW          | BMW M4 GT3                    | BMW S58B30T0 3.0 L Twin Turbo I6 | Schubert Motorsport                                                         | 33       | Dries Vanthoor        |           | 2       | [ 7 ]                |
| BMW          | BMW M4 GT3                    | BMW S58B30T0 3.0 L Twin Turbo I6 | Project 1                                                                   | 11       | Marco Wittmann        |           | Összes  | [ 7 ]                |
| BMW          | BMW M4 GT3                    | BMW S58B30T0 3.0 L Twin Turbo I6 | Project 1                                                                   | 56       | Sandro Holzem         | G         | 4       | [ 8 ]                |
| BMW          | BMW M4 GT3                    | BMW S58B30T0 3.0 L Twin Turbo I6 | Project 1                                                                   | 56       | Sandro Holzem         |           | 5–8     | [ 9 ]                |
| Ferrari      | Ferrari 296 GT3               | Ferrari F163 3.0 L Twin Turbo V6 | Emil Frey Racing                                                            | 14       | Jack Aitken           |           | 1, 3–8  | [ 10 ] [ 11 ] [ 12 ] |
| Ferrari      | Ferrari 296 GT3               | Ferrari F163 3.0 L Twin Turbo V6 | Emil Frey Racing                                                            | 14       | Albert Costa          |           | 2       | [ 10 ] [ 11 ] [ 12 ] |
| Ferrari      | Ferrari 296 GT3               | Ferrari F163 3.0 L Twin Turbo V6 | Emil Frey Racing                                                            | 69       | Thierry Vermeulen     |           | Összes  | [ 10 ] [ 11 ] [ 12 ] |
| Lamborghini  | Lamborghini Huracán GT3 Evo 2 | Lamborghini DGF 5.2 L V10        | SSR Performance                                                             | 6        | Alessio Deledda       |           | Összes  | [ 13 ]               |
| Lamborghini  | Lamborghini Huracán GT3 Evo 2 | Lamborghini DGF 5.2 L V10        | SSR Performance                                                             | 92       | Mirko Bortolotti      |           | Összes  | [ 13 ]               |
| Lamborghini  | Lamborghini Huracán GT3 Evo 2 | Lamborghini DGF 5.2 L V10        | SSR Performance                                                             | 94       | Franck Perera         |           | Összes  | [ 13 ]               |
| Lamborghini  | Lamborghini Huracán GT3 Evo 2 | Lamborghini DGF 5.2 L V10        | GRT Grasser Racing Team                                                     | 19       | Mick Wishofer         |           | 1–3     | [ 14 ]               |
| Lamborghini  | Lamborghini Huracán GT3 Evo 2 | Lamborghini DGF 5.2 L V10        | GRT Grasser Racing Team                                                     | 19       | Maximilian Paul       |           | 4–5     | [ 15 ]               |
| Lamborghini  | Lamborghini Huracán GT3 Evo 2 | Lamborghini DGF 5.2 L V10        | GRT Grasser Racing Team                                                     | 19       | Andrea Caldarelli     |           | 7       | [ 16 ]               |
| Lamborghini  | Lamborghini Huracán GT3 Evo 2 | Lamborghini DGF 5.2 L V10        | GRT Grasser Racing Team                                                     | 19       | Christian Engelhart   |           | 8       | [ 17 ]               |
| Lamborghini  | Lamborghini Huracán GT3 Evo 2 | Lamborghini DGF 5.2 L V10        | GRT Grasser Racing Team                                                     | 63       | Clemens Schmid        |           | Összes  | [ 18 ]               |
| Mercedes-AMG | Mercedes-AMG GT3 Evo          | Mercedes-AMG M159 6.2 L V8       | Mercedes-AMG Team HRT                                                       | 4        | Luca Stolz            |           | Összes  | [ 19 ]               |
| Mercedes-AMG | Mercedes-AMG GT3 Evo          | Mercedes-AMG M159 6.2 L V8       | Mercedes-AMG Team HRT                                                       | 36       | Arjun Maini           |           | Összes  | [ 19 ]               |
| Mercedes-AMG | Mercedes-AMG GT3 Evo          | Mercedes-AMG M159 6.2 L V8       | Mercedes-AMG Team Winward                                                   | 22       | Lucas Auer            |           | Összes  | [ 19 ]               |
| Mercedes-AMG | Mercedes-AMG GT3 Evo          | Mercedes-AMG M159 6.2 L V8       | Mercedes-AMG Team Winward                                                   | 27       | David Schumacher      |           | Összes  | [ 19 ]               |
| Mercedes-AMG | Mercedes-AMG GT3 Evo          | Mercedes-AMG M159 6.2 L V8       | \| \| Mercedes-AMG Team Mann-Filter[a] \| \| Mercedes-AMG Team BWT[a] \| \| | 48       | Maro Engel            |           | Összes  | [ 19 ]               |
| Mercedes-AMG | Mercedes-AMG GT3 Evo          | Mercedes-AMG M159 6.2 L V8       | \| \| Mercedes-AMG Team Mann-Filter[a] \| \| Mercedes-AMG Team BWT[a] \| \| | 84       | Jusuf Owega           |           | Összes  | [ 19 ]               |
| Porsche      | Porsche 911 GT3 R (992)       | Porsche M97/80 4.2 L Flat-6      | Toksport WRT                                                                | 9        | Tim Heinemann         |           | Összes  | [ 20 ]               |
| Porsche      | Porsche 911 GT3 R (992)       | Porsche M97/80 4.2 L Flat-6      | Toksport WRT                                                                | 99       | Christian Engelhart   |           | 1–4     | [ 20 ]               |
| Porsche      | Porsche 911 GT3 R (992)       | Porsche M97/80 4.2 L Flat-6      | Toksport WRT                                                                | 99       | Marvin Dienst         |           | 5–8     | [ 21 ]               |
| Porsche      | Porsche 911 GT3 R (992)       | Porsche M97/80 4.2 L Flat-6      | KÜS Team Bernhard                                                           | 24       | Ayhancan Güven        |           | Összes  | [ 20 ]               |
| Porsche      | Porsche 911 GT3 R (992)       | Porsche M97/80 4.2 L Flat-6      | KÜS Team Bernhard                                                           | 75       | Laurin Heinrich       |           | Összes  | [ 20 ]               |
| Porsche      | Porsche 911 GT3 R (992)       | Porsche M97/80 4.2 L Flat-6      | Manthey EMA                                                                 | 90       | Dennis Olsen          |           | Összes  | [ 22 ]               |
| Porsche      | Porsche 911 GT3 R (992)       | Porsche M97/80 4.2 L Flat-6      | Manthey EMA                                                                 | 91       | Thomas Preining       |           | Összes  | [ 22 ]               |
| DEU          | Mercedes-AMG Team Mann-Filter |                                  |                                                                             |          |                       |           |         |                      |
| DEU          | Mercedes-AMG Team BWT         |                                  |                                                                             |          |                       |           |         |                      |

| DEU | Mercedes-AMG Team Mann-Filter |
| DEU | Mercedes-AMG Team BWT         |

| Ikon | Kategória |
| ---- | --------- |
| J    | Junior    |
| G    | Vendég    |

## Versenynaptár
| Forduló   | Pálya                         | Helyszín                          | Első futam     | Második futam  |
| --------- | ----------------------------- | --------------------------------- | -------------- | -------------- |
| 1         | Motorsport Arena Oschersleben | Oschersleben, Szász-Anhalt        | Május 27.      | Május 28.      |
| 2         | Circuit Zandvoort             | Zandvoort, Észak-Holland          | Június 24.     | Június 25.     |
| 3         | Norisring                     | Nürnberg, Bajorország             | Július 8.      | Július 9.      |
| 4         | Nürburgring                   | Nürburg, Rajna-vidék-Pfalz        | Augusztus 5.   | Augusztus 6.   |
| 5         | Lausitzring                   | Klettwitz, Brandenburg            | Augusztus 19.  | Augusztus 20.  |
| 6         | Sachsenring                   | Hohenstein-Ernstthal, Szászország | Szeptember 9.  | Szeptember 10. |
| 7         | Red Bull Ring                 | Spielberg, Stájerország           | Szeptember 23. | Szeptember 24. |
| 8         | Hockenheimring                | Hockenheim, Baden-Württemberg]    | Október 21.    | Október 22.    |
| Források: |                               |                                   |                |                |

## Eredmények

### Összefoglaló
| Forduló | Forduló | Helyszín                      | Pole-pozíció          | Leggyorsabb kör       | Győztes               | Győztes                    | Győztes      | Listavezető      | Előny |
| Forduló | Forduló | Helyszín                      | Pole-pozíció          | Leggyorsabb kör       | Versenyző             | Csapat                     | Gyártó       | Listavezető      | Előny |
| ------- | ------- | ----------------------------- | --------------------- | --------------------- | --------------------- | -------------------------- | ------------ | ---------------- | ----- |
| 1       | 1.      | Motorsport Arena Oschersleben | Franck Perera         | Ayhancan Güven        | Franck Perera         | SSR Performance            | Lamborghini  | Tim Heinemann    | 10    |
| 1       | 2.      | Motorsport Arena Oschersleben | Thomas Preining       | Thomas Preining       | Christian Engelhart   | Toksport WRT               | Porsche      | Tim Heinemann    | 10    |
| 2       | 3.      | Circuit Zandvoort             | Maro Engel            | Maro Engel            | Maro Engel            | Mercedes-AMG Team Landgraf | Mercedes-AMG | Thomas Preining  | 4     |
| 2       | 4.      | Circuit Zandvoort             | Ricardo Feller        | Ricardo Feller        | Ricardo Feller        | Abt Sportsline             | Audi         | Thomas Preining  | 4     |
| 3       | 5.      | Norisring                     | Sheldon van der Linde | Laurin Heinrich       | Sheldon van der Linde | Schubert Motorsport        | BMW          | Thomas Preining  | 10    |
| 3       | 6.      | Norisring                     | René Rast             | Kelvin van der Linde  | Thomas Preining       | Manthey EMA                | Porsche      | Thomas Preining  | 10    |
| 4       | 7.      | Nürburgring (Sprint Circuit)  | Mirko Bortolotti      | Lucas Auer            | Mirko Bortolotti      | SSR Performance            | Lamborghini  | Thomas Preining  | 28    |
| 4       | 8.      | Nürburgring (Sprint Circuit)  | Ricardo Feller        | Marco Wittmann        | Maximilian Paul       | GRT Grasser Racing Team    | Lamborghini  | Thomas Preining  | 28    |
| 5       | 9.      | Lausitzring (Sprint Circuit)  | Jack Aitken           | Jack Aitken           | Jack Aitken           | Emil Frey Racing           | Ferrari      | Mirko Bortolotti | 7     |
| 5       | 10.     | Lausitzring (Sprint Circuit)  | Mirko Bortolotti      | Luca Stolz            | Mirko Bortolotti      | SSR Performance            | Lamborghini  | Mirko Bortolotti | 7     |
| 6       | 11.     | Sachsenring                   | Luca Stolz            | Ayhancan Güven        | Luca Stolz            | Mercedes-AMG Team HRT      | Mercedes-AMG | Mirko Bortolotti | 9     |
| 6       | 12.     | Sachsenring                   | Mirko Bortolotti      | Ricardo Feller        | Mirko Bortolotti      | SSR Performance            | Lamborghini  | Mirko Bortolotti | 9     |
| 7       | 13.     | Red Bull Ring                 | Laurin Heinrich       | René Rast             | Kelvin van der Linde  | Abt Sportsline             | Audi         | Thomas Preining  | 10    |
| 7       | 14.     | Red Bull Ring                 | René Rast             | Sheldon van der Linde | René Rast             | Schubert Motorsport        | BMW          | Thomas Preining  | 10    |
| 8       | 15.     | Hockenheimring                | Thomas Preining       | Thomas Preining       | Thomas Preining       | Manthey EMA                | Porsche      | Thomas Preining  | 33    |
| 8       | 16.     | Hockenheimring                | Thomas Preining       | Sheldon van der Linde | Thomas Preining       | Manthey EMA                | Porsche      | Thomas Preining  | 33    |

### Pontrendszer
Pontot az első tíz helyen célba érő versenyző kapott az alábbi sorrendben:
| Helyezés | 1. | 2. | 3. | 4. | 5. | 6. | 7. | 8. | 9. | 10. |
| Pont     | 25 | 18 | 15 | 12 | 10 | 8  | 6  | 4  | 2  | 1   |

Továbbá az időmérő első három helyezettje is kapott pontokat:
| Kvalifikációs helyezés | 1. | 2. | 3. |
| Pont                   | 3  | 2  | 1  |

### Versenyzők
| Helyezés | Versenyző             | OSC | OSC | ZAN | ZAN | NOR | NOR | NÜR | NÜR | LAU | LAU | SAC | SAC | RBR | RBR | HOC | HOC | Pont |
| -------- | --------------------- | --- | --- | --- | --- | --- | --- | --- | --- | --- | --- | --- | --- | --- | --- | --- | --- | ---- |
| 1        | Thomas Preining       | 11  | 31  | 7   | 2   | 122 | 12  | 32  | 5   | 15  | 4   | 2   | 4   | 6   | 3   | 1   | 1   | 246  |
| 2        | Mirko Bortolotti      | 83  | 6   | 4   | 11  | 6   | 4   | 1   | Ni  | 2   | 1   | 9   | 1   | 9   | 21  | 5   | 2   | 213  |
| 3        | Ricardo Feller        | 4   | 7   | 15  | 1   | 8   | 14  | 43  | 61  | 7   | 2   | 4   | 6   | 3   | 15  | 4   | 9   | 179  |
| 4        | Sheldon van der Linde | Ki  | 11  | 2   | 10  | 1   | 3   | 7   | 172 | 5   | 13  | 6   | Ki  | 13  | 2   | 20  | 4   | 151  |
| 5        | René Rast             | 5   | Ki  |     |     | 2   | 21  | 20  | 19  | 8   | 11  | 8   | 8   | 4   | 1   | Ki  | 3   | 140  |
| 6        | Luca Stolz            | Ki  | Ki  | 11  | 3   | Ki  | 10  | 15  | 13  | 6   | 3   | 1   | 23  | 7   | Ki  | 8   | 73  | 133  |
| 7        | Dennis Olsen          | 10  | 4   | 16  | 9   | 3   | 6   | 5   | Ki  | 12  | 5   | 7   | Ki  | 10  | 5   | 23  | 12  | 129  |
| 8        | Kelvin van der Linde  | 6   | Ki  | 12  | 6   | 21  | 5   | 8   | 20  | 3   | 8   | 53  | 13  | 12  | Ki  | 6   | 25  | 119  |
| 9        | Lucas Auer            | 16  | 10  | 6   | Ki  | 4   | 11  | 2   | 3   | 43  | 6   | Ki  | 15  | 15  | 11  | 15  | 8   | 111  |
| 10       | Maro Engel            | 13  | 14  | 1   | 53  | 7   | 9   | 12  | 4   | 13  | Ki  | Ki  | Ki  | 5   | 12  | 17  | 5   | 107  |
| 11       | Franck Perera         | 1   | 12  | 3   | 13  | 11  | 12  | 23  | 10  | Ki  | Ki  | 11  | 3   | 19  | 13  | 14  | 14  | 95   |
| 12       | Laurin Heinrich       | 7   | 9   | Ki  | Ki  | 10  | 7   | 19  | 2   | Kiz | Ki  | 12  | Ki  | 21  | 16  | 10  | 6   | 94   |
| 13       | Marco Wittmann        | Ki  | 18  | 53  | 4   | 9   | 13  | 6   | 15  | 10  | 10  | 18  | 12  | 8   | 4   | 9   | 17  | 91   |
| 14       | Jack Aitken           | 32  | 17  |     |     | 17  | 20  | 22  | 183 | 1   | 7   | Ki  | Ki2 | 20  | 83  | 7   | 10  | 82   |
| 15       | Ayhancan Güven        | 20  | Ki  | 13  | 7   | 53  | 8   | Ki  | Vi  | 16  | Ki  | 32  | Ki  | 113 | 7   | Ki  | 11  | 70   |
| 16       | Thierry Vermeulen     | 15  | 16  | Ki  | Ki  | 20  | 21  | 10  | 8   | 9   | 9   | 10  | 5   | Kiz | 9   | 11  | 23  | 58   |
| 17       | Christian Engelhart   | 9   | 1   | 23  | 12  | Ki  | 17  | Ki  | Vi  |     |     |     |     |     |     | 32  | Ki  | 54   |
| 18       | Tim Heinemann         | 2   | 2   | 19  | 16  | Ki  | 16  | 14  | 12  | Ki  | 16  | 16  | 14  | 21  | 20  | Ki  | Ki  | 50   |
| 19       | Clemens Schmid        | 12  | 53  | 21  | Ki  | 18  | Ki  | 18  | Kiz | 11  | Ki3 | Ki  | 17  | 25  | 6   | 12  | 24  | 32   |
| 20       | Arjun Maini           | Ki  | 15  | 17  | 17  | 13  | 15  | 16  | Kiz | Ki  | 14  | 13  | 7   | 14  | 10  | Ki  | 13  | 30   |
| 21       | Maximilian Paul       |     |     |     |     |     |     | 13  | 1   | 19  | Ki  |     |     |     |     |     |     | 28   |
| 22       | Jusuf Owega           | 14  | 8   | 10  | Ki  | Ki  | 18  | 17  | 16  | 14  | 17  | 14  | 10  | Ki  | 19  | 22  | 15  | 28   |
| 23       | Patric Niederhauser   | Ki  | 19  | 20  | 8   | 15  | Ki  | 9   | Ki  | Ki  | Ki  | Ki  | 9   | 23  | 17  | 19  | 19  | 23   |
| 24       | Luca Engstler         | 17  | Kiz | 14  | 14  | Ki  | 19  | Ki  | 7   | Kiz | 15  | 19  | Ki  | 12  | Ki  | Ki  | 22  | 18   |
| 25       | David Schumacher      | 18  | 13  | Ki  | 15  | 16  | Ki  | Ki  | 9   | Kiz | Ki  | 17  | 11  | 18  | 18  | 18  | 16  | 16   |
| 26       | Mattia Drudi          | Ki  | Ki  | 18  | Kiz | 14  | Ki  | 11  | 11  | Ki  | Ki  | Ki  | Ki  | 16  | Ki  | 16  | 20  | 13   |
| 27       | Marvin Dienst         |     |     |     |     |     |     |     |     | 18  | 12  | 15  | Ki  | 22  | 14  | 13  | 18  | 11   |
| 28       | Albert Costa          |     |     | 8   | Ki  |     |     |     |     |     |     |     |     |     |     |     |     | 8    |
| 29       | Dries Vanthoor        |     |     | 9   | Ki  |     |     |     |     |     |     |     |     |     |     |     |     | 7    |
| 30       | Sandro Holzem         |     |     |     |     |     |     | 21  | 14  | 17  | 18  | 20  | 16  | 24  | Ki  | 21  | 21  | 0    |
| 31       | Andrea Caldarelli     |     |     |     |     |     |     |     |     |     |     |     |     | 17  | Kiz |     |     | 0    |
| 32       | Alessio Deledda       | 19  | 20  | 24  | Ki  | 19  | Ki  | Ki  | Kiz | Ki  | 19  | 21  | 18  | 26  | 22  | Ki  | Ki  | 0    |
| 33       | Mick Wishofer         | Ki  | Ki  | 22  | Ki  | Kiz | Ki  |     |     |     |     |     |     |     |     |     |     | 0    |
| Helyezés | Versenyző             | OSC | OSC | ZAN | ZAN | NOR | NOR | NÜR | NÜR | LAU | LAU | SAC | SAC | RBR | RBR | HOC | HOC | Pont |

| Szín   | Eredmény                                      |
| ------ | --------------------------------------------- |
| Arany  | Győztes                                       |
| Ezüst  | 2. helyezett                                  |
| Bronz  | 3. helyezett                                  |
| Zöld   | Pontot szerzett                               |
| Kék    | Pont nélkül vagy helyezetlenül ért célba (Hn) |
| Lila   | Nem ért célba (Ki)                            |
| Piros  | Nem kvalifikálta magát (Nk)                   |
| Fekete | Diszkvalifikálták (Kiz)                       |
| Fehér  | Nem indult (Ni)                               |
| Fehér  | Visszalépett (Vi)                             |
| Fehér  | Verseny törölve (T)                           |
| Üres   | Nem vett részt                                |
| Üres   | Kizárt (EX)                                   |

### Csapatok
| Helyezés | Csapat                     | Pont |
| -------- | -------------------------- | ---- |
| 1        | Manthey EMA                | 357  |
| 2        | SSR Performance            | 291  |
| 3        | Abt Sportsline             | 286  |
| 4        | Schubert Motorsport        | 282  |
| 5        | Mercedes-AMG Team HRT      | 158  |
| 6        | KÜS Team Bernhard          | 157  |
| 7        | Emil Frey Racing           | 139  |
| 8        | Mercedes-AMG Team Landgraf | 131  |
| 9        | Mercedes-AMG Team Winward  | 126  |
| 10       | Toksport WRT               | 95   |
| 11       | Project 1                  | 90   |
| 12       | GRT Grasser Racing Team    | 74   |
| 13       | Tresor Attempto Racing     | 36   |
| 14       | Liqui Moly Team Engstler   | 18   |

### Gyártók
Csak azok a pontok számítanak a gyártók bajnokságába, amelyeket egy gyártó első három versenyzője szerzett a kvalifikációkon és a versenyeken.
| Helyezés | Gyártó       | Pont |
| -------- | ------------ | ---- |
| 1        | Porsche      | 464  |
| 2        | Lamborghini  | 396  |
| 3        | Mercedes-AMG | 364  |
| 4        | BMW          | 356  |
| 5        | Audi         | 336  |
| 6        | Ferrari      | 199  |